# Liu Xiaobo
Dans ce nom chinois, le nom de famille, Liu, précède le nom personnel.
Cet article concerne le militant des droits de l'homme. Pour le taekwondoïste, voir Liu Xiaobo (taekwondo).
Liu Xiaobo (chinois simplifié : 刘晓波 ; chinois traditionnel : 劉曉波 ; pinyin : Liú Xiǎobō ; Wade : Liu² Hsiao³po¹ ; cantonais Yale : Lau⁴ Hiu²bo¹), né le 28 décembre 1955 à Changchun et mort le 13 juillet 2017 à Shenyang, est un écrivain, professeur d'université et militant des droits de l'homme de l'ère des réformes de la Chine.
Lors des manifestations de la place Tian'anmen les 3 et 4 juin 1989, il assure une médiation entre les étudiants et l’armée, demandant aux premiers de quitter la place et aux seconds de ne pas attaquer. Il est ensuite emprisonné une première fois de 1989 à 1991.
Président du Centre chinois indépendant (PEN) de 2003 à 2007, il est placé en détention le 8 décembre 2008, en réponse à sa participation à la Charte 08, un manifeste critiquant le régime autoritaire chinois. Il est formellement arrêté le 23 juin 2009 sous le chef de suspicion d’« incitation à la subversion du pouvoir de l’État, » selon la China Review News. Après plus d'un an de détention, la Police armée du peuple l'accuse officiellement le 9 décembre 2009 et transmet son dossier aux procureurs. Le 25 décembre 2009, Liu Xiaobo est condamné à onze ans de prison pour subversion, ce qui provoque de nombreuses réactions internationales.
Le 8 octobre 2010, le prix Nobel de la paix lui est attribué pour ses « efforts durables et non violents en faveur des droits de l’homme en Chine. » Il est le premier citoyen chinois à se voir attribuer un prix Nobel alors qu'il réside en Chine. Liu Xiaobo est la troisième personne à gagner un prix Nobel alors qu'il est en détention après Carl von Ossietzky (1935) et Aung San Suu Kyi (1991), la deuxième personne (la première étant Ossietzky) à se voir refuser d'envoyer un représentant recevoir le prix en son nom et le dernier prix Nobel de la paix en prison.
Le 26 juin 2017, on annonce qu'il a bénéficié d'une mesure de libération conditionnelle pour raison médicale et qu'il a été transféré dans un établissement de l'Université médicale de Chine pour y être traité du cancer du foie, en phase terminale, par une équipe de spécialistes. La Fondation Dui Hua précise qu'il n'est pas libre et continue de purger sa peine dans un lieu autre que la prison elle-même. Human Rights Watch demande que Liu Xiaobo puisse choisir librement son centre médical pour recevoir un traitement adéquat.
Il meurt le 13 juillet 2017 des suites de sa maladie. Il est le deuxième lauréat du prix Nobel de la paix à mourir privé de liberté après le journaliste Carl von Ossietzky, alors qu'il était détenu par les nazis.

## Jeunesse et études
Liu Xiaobo est né en 1955 à Changchun, dans la province de Jilin, de parents intellectuels et communistes ; son père enseigne à l'université puis dans une académie militaire[réf. nécessaire]. Son père est professeur de l'université normale du Nord-Est (en).
Lors de la grande famine pendant les années 1958 à 1961, liée au Grand Bond en avant, Liu Xiaobo et sa famille ont souffert de la faim. Entre 1969 et 1973, période de la révolution culturelle, il connait l'exil en Mongolie-Intérieure avec sa famille. Les écoles étant fermées, il lit ce qu'il peut trouver. En juillet 1973, diplômé de l'enseignement secondaire, il est envoyé dans le village de Sangang, comté de Nong'an. Puis en 1974, dans le cadre du mouvement d'envoi des zhiqing à la campagne il doit partir travailler dans une ferme de la province de Jilin. Peu après la mort de Mao Zedong, pendant un an, en 1976-1977, il travaille comme peintre en bâtiment pour la Changchun construction Company. Liu déclare être reconnaissant à la révolution culturelle car elle lui a donné la liberté de faire ce qu'il voulait et permis d'échapper momentanément à des études dont le seul objet est l'assujettissement de l'individu. Sa lecture des œuvres de Marx en 40 volumes l'incite à se pencher sur les grands philosophes occidentaux.
Liu Xiaobo fait partie de la première génération qui accède à l'université en 1977 à l'issue de la révolution culturelle. Admis comme étudiant dans la section de Lettres de l'université de Jilin, il y fonde, avec six de ses condisciples, un cercle de poésie baptisé « Les cœurs innocents » (Chi Zi Xin)[réf. souhaitée]. Il passe sa licence en littérature en 1982 puis est admis comme étudiant-chercheur dans la section de littérature chinoise de l'Université normale de Pékin. En 1984, il passe sa maîtrise et devient enseignant dans cette même section,,,. Cette même année, il épouse Tao Li, avec qui il a un fils, Liu Tao, en 1985.
En 1986, année où il entame son doctorat, il publie des critiques littéraires dans plusieurs revues, scandalisant les milieux littéraires et idéologiques par ses commentaires contre les doctrines officielles et les élites en place. L'année suivante, il publie son premier livre, Critique du choix : dialogue avec Li Zehou, où il se livre à une critique du confucianisme et remet en question Li Zehou, idéologue en vue qui exerçait à l'époque une grande influence sur les jeunes intellectuels. Il rejoint pour son master l'université normale de Pékin où il enseigne. En 1988, il y soutient sa thèse de doctorat, « Esthétique et liberté humaine », laquelle, publiée, deviendra son deuxième livre, marqué par ses études de la littérature et de l'esthétique occidentales, et son appréciation particulière de Franz Kafka. Lors de son master, il écrit des poèmes et fréquente les cercles poétiques où il fait la connaissance de Liu Xia qu’il épousera en secondes noces.
Cette même année (il a 33 ans), il part pour la première fois à l'étranger, pour participer à un colloque sur le théâtre et le cinéma chinois à Oslo, colloque qu'il juge « d'un mortel ennui ». Après divers échanges de mots avec ses hôtes, il écrit à un ami qu'il s'était senti aussi isolé en Norvège qu'en Chine.
En 1988 et 1989, il est professeur-chercheur invité à l'Université d'Hawaï et l'Université Columbia aux États-Unis,.

## Vues politiques

### Occidentalisation de la Chine
En 1988, de passage à Hong Kong (à l'époque encore concession britannique), il déclare, dans une interview accordée au magazine hongkongais Liberation Monthly, que « s'il a fallu 100 ans de colonisation à Hong Kong pour être ce qu'elle est, alors il faut 300 ans de colonisation à la Chine pour devenir comme Hong Kong mais je ne suis pas sûr que 300 ans suffiraient » pour réaliser une véritable transformation historique,. Ces affirmations scandalisèrent certains membres des cercles pro-démocratie. Liu Xiaobo déclare aussi que « la modernisation est synonyme d'occidentalisation totale », que « choisir de vivre signifie choisir le mode de vie occidental. La différence entre le mode de gouvernement occidental et le mode de gouvernement chinois, c'est la même que celle entre l'humain et le non humain, il n'y a pas de compromis. L'occidentalisation est le choix non pas de la nation mais de la race humaine ».
Le sinologue Jean-Philippe Béja replace ces propos dans leur contexte de 1988. Les 20 dernières années du règne de Mao Zedong ont plongé la Chine dans une situation dramatique, et nombre de Chinois, même au sein du Parti communiste chinois, sont en extase devant la réussite de la colonie de Hong Kong avec sa liberté et sa prospérité. La culture traditionnelle et le « féodalisme » maoïste apparaissent comme les obstacles majeurs à la modernisation.
Bien que ces propos aient été utilisés contre lui par le gouvernement chinois, Liu indiqua en 2006 qu'il n'avait pas l'intention de les retirer.

### Politique extérieure américaine
En 1996, dans un article intitulé « Leçons de la Guerre froide », il affirme que « le monde libre, sous la direction des États-Unis, a lutté contre tous les régimes qui foulent aux pieds les droits de l'homme. Les guerres importantes menées par le gouvernement américain sont, d'après Liu, défendables sur le plan éthique ».
Pendant l'élection présidentielle américaine de 2004, il félicita le président sortant, George Bush, de son effort de guerre en Irak et reprocha au candidat démocrate John Kerry de ne pas soutenir suffisamment les guerres américaines. Il déclara que « quelle que soit la gravité des risques encourus en abattant Saddam Hussein, l'inaction entraînerait des risques encore plus grands, comme le prouvent la seconde Guerre mondiale et le 11 septembre ! ». À ses yeux, « la guerre contre Saddam Hussein est juste, la décision du président Bush est la bonne »,.
Pour Barry Sautman et Yan Hairong, Liu Xiaobo est « un néoconservateur et néolibéral façonné au moule des États-Unis », un apologiste non pas de la paix mais des guerres engagées par les États-Unis et leurs alliés.

### Système politique et économique chinois contemporain
En 2008, Liu a participé à la rédaction de la charte 08. Selon Arnaud de La Grange, cette charte présente un programme en dix-neuf points, pour réclamer les droits de l'homme et démocratiser le système politique chinois actuel. Pour leur part, Barry Sautman et Yan Hairong écrivent que Liu Xiaobo réclame, dans la charte, l'instauration d'un système politique de type occidental en Chine et la privatisation des entreprises appartenant à l'État et celle des terres agricoles. Le Quotidien du Peuple indique dans un article du 29 octobre 2010 que la Charte 08 « s'oppose à la dictature démocratique du peuple, au socialisme et à la structure unitaire de l'État, inscrits dans la Constitution chinoise ».
Selon la femme de lettres australienne Linda Jaivin (en), traductrice du chinois et amie de Liu Xiaobo, ce dernier a une conception particulière de la démocratie en Chine, étant en faveur non pas du suffrage universel dans son propre pays mais d'une démocratie au mérite, critique reprise par Barry Sautman et Yan Hairong.

## Militant des droits de l'homme
En mai 1989, il quitte son poste à la Columbia University de New York et retourne en Chine pour participer au mouvement démocratique.

### Participation aux manifestations de la place Tian'anmen
Lors des manifestations de la place Tian'anmen à Pékin, il fait une grève de la faim pour dénoncer le durcissement du régime et en solidarité avec les étudiants. Participent également à cette grève le chanteur taïwanais Hou Dejian et deux autres intellectuels, le sociologue Zhou Duo et l'éducateur Gao Xin. Dans la nuit du 4 juin, avant l'intervention de l'armée populaire de libération, Liu Xiaobo, en compagnie de Hou Dejian, assure une médiation entre les factions les moins radicales des étudiants et les autorités afin de protéger les manifestants. Ils obtiennent des militaires qui entourent la place de laisser les derniers manifestants se retirer des lieux pacifiquement. À l'issue d'un vote à main levée, la majorité des étudiants est apparemment d'accord, une poignée est décidée à rester. Finalement, la place est évacuée sans victimes répertoriées, si bien que « c'est grâce aux efforts de Liu et de Hou que le gouvernement pourra affirmer, par la suite, qu'il n'y a 'pas eu de morts à Tian'anmen' ». Arrêté dans la nuit du 6 juin, Liu est accusé d'être l'un des instigateurs des « émeutes contre-révolutionnaires » et condamné à un an et demi de prison. Une fois libéré, il ne sera plus autorisé à publier et à prendre la parole en public sur le territoire chinois. Il déclare : « Je ne pouvais plus m'exprimer qu'à travers les médias étrangers ». De fait, il continue à publier de nombreux articles dans la presse chinoise internationale.
Selon Le Quotidien du Peuple, au milieu des années 1990, Liu Xiaobo commence à travailler pour le magazine Chine Démocratique (Democratic China), financé par la « Dotation Nationale pour la Démocratie » (National Endowment for Democracy), dont les fonds proviennent du gouvernement américain, et reçoit une paye régulière. Son salaire aurait été de 23 004 dollars américains, soit 157 600 yuans, d'après le taux de change de cette époque.
Selon Marc Bouffaré, du Figaro, entre 1996 et 1999, Liu Xiaobo a été envoyé dans un camp de rééducation par le travail pour avoir réclamé une réforme politique et la libération des personnes toujours emprisonnées en raison de leur participation au mouvement de juin 1989. Il critique dans ses œuvres la culture chinoise traditionnelle, la trouvant trop soumise au pouvoir.
De 2003 à 2007, Liu Xiaobo est président, deux fois de suite, de l'Independent Chinese Pen Center, un organisme non officiel ayant son siège en Suède et qui, selon le politologue F. William Engdahl, est financé annuellement par la Dotation nationale pour la Démocratie et fait partie intégrante du réseau anglo-américain d'ONG promouvant les droits de l'homme et la démocratie, et d'organismes privés employés pour atteindre les buts géopolitiques particuliers de leurs sponsors,,,. Selon Engdahl, en 2010, Liu Xiaobo est membre du comité d'administration de l'organisation.

### Conditions de travail dans les mines
Après avoir fait circuler une lettre collective dénonçant la négligence des responsables et des propriétaires de mines locaux à l'origine de la mort de centaines de personnes au Shanxi, Liu Xiaobo et d'autres dissidents sont mis en garde à vue pour une durée de 24 heures le 13 décembre 2004, Liu restant sous surveillance pendant les deux semaines qui suivent.

### Tibet
Début octobre 1996, il signe avec Wang Xizhe un manifeste favorable au droit des peuples à l'autodetermination et appelant à négocier avec le dalaï-lama. Liu Xiaobo est arrêté le 8 octobre,.
Le 22 mars 2008, lors des troubles au Tibet, Liu Xiaobo, Wang Lixiong et 28 intellectuels chinois lancent un appel pour demander au gouvernement chinois d'infléchir sa politique au Tibet et pour soutenir l'appel à la paix du dalaï-lama. Il dénonce également la brutalité policière au Xinjiang : arrestations arbitraires, exécutions et menaces de mort.

## Charte 08 et arrestation

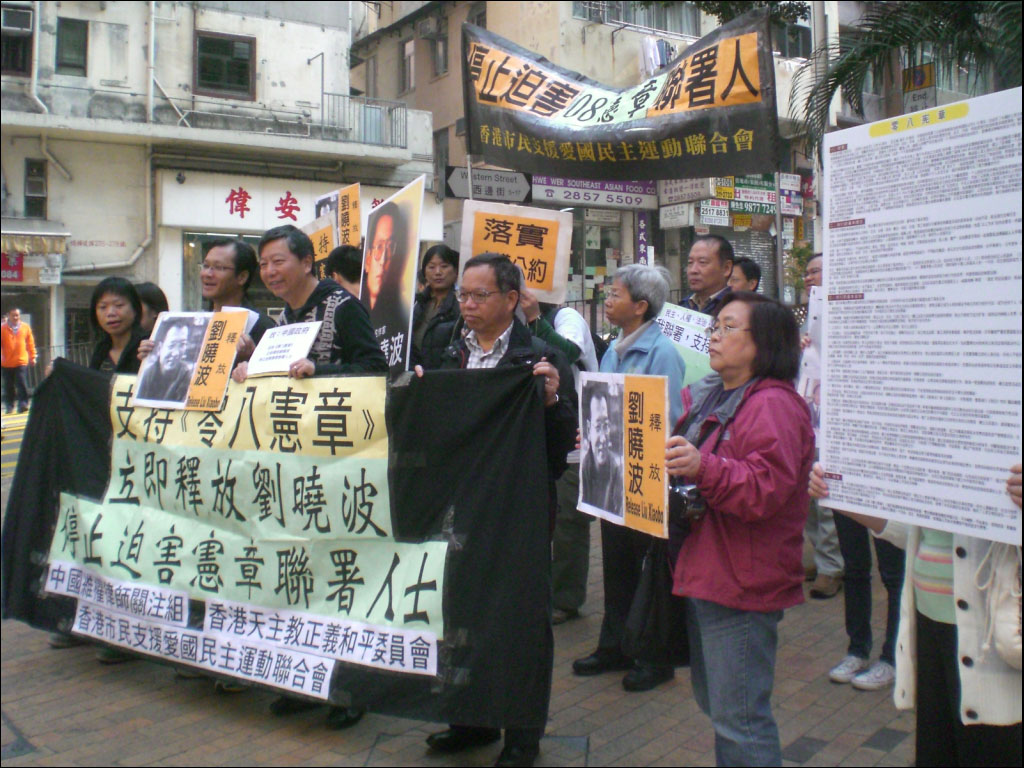
Manifestation pour la libération de Liu Xiaobo à Hong Kong en 2008.

Liu Xiaobo est un des auteurs de la Charte 08, voire son principal auteur,. La Charte 08 a été signée par 303 intellectuels chinois en 2008, et depuis par plus de 10 000 citoyens chinois,. Elle a été conçue et écrite dans l'inspiration de la Charte 77 de Tchécoslovaquie, où, au mois de janvier 1977, plus de deux cents intellectuels tchèques et slovaques avaient formé une association de personnes unies par la volonté d'agir individuellement et collectivement pour le respect de l'humain et des droits civils.

### Arrestation et condamnation
Tard dans la soirée du 8 décembre 2008, Liu Xiaobo est emmené de chez lui par la police, au même moment qu'un autre dissident et lettré, Zhang Zuhua. Selon ce dernier, tous deux sont détenus brièvement sous le motif d'avoir réuni des signatures pour une charte appelant à un plus grand respect de droits de l’homme en Chine.
Liu Xiaobo est officiellement arrêté le 23 juin 2009 sur suspicion d’« incitation à la subversion du pouvoir de l’état ». Le 25 décembre 2009, il est condamné à 11 ans de prison pour subversion. C'est la peine la plus lourde qui ait été donnée pour l'inculpation de « subversion au pouvoir de l'État », créée en 1997. Le procès, plus d’un an après son arrestation, dure deux heures. Les articles écrits par Liu Xiaobo concernant le mouvement pour la démocratie de juin 1989 sont retenus lors de son jugement comme éléments prouvant l’« incitation à la subversion ». Les militants des droits de l'homme soulignent que le mois de décembre est la période privilégiée par le gouvernement chinois pour régler le cas des dissidents, par exemple celui de Hu Jia. Pour le sinologue et journaliste Philippe Paquet, cette condamnation le jour de Noël, est un « grossier pied de nez à cet Occident que Liu admirait ». Liu Xiaobo décide de faire appel.

### Réactions en Chine et en Occident
Le 11 décembre 2008, les États-Unis auraient demandé au gouvernement de la Chine de « remettre en liberté Liu Xiaobo et de mettre fin au harcèlement des citoyens chinois qui expriment de manière pacifique leur aspiration aux libertés fondamentales reconnues par la communauté internationale ».
Le 24 juin 2009, 52 intellectuels chinois, des enseignants et chercheurs notamment, ont signé une lettre ouverte demandant au gouvernement chinois la libération de Liu Xiaobo.
Le 1er octobre 2009, jour du soixantième anniversaire de la proclamation par Mao Zedong de la République populaire de Chine, le Congrès des États-Unis a appelé la Chine à libérer Liu Xiaobo. Howard Berman, président de la commission des Affaires étrangères de la Chambre des représentants des États-Unis, a déclaré lors du débat : 
« Le gouvernement chinois ne semble pas être conscient de l'ironie de ses actes, car ses efforts pour étouffer la Charte 2008 ne font que souligner l'incapacité de la Chine à se conformer aux principes mêmes qu'elle avance. »
Le 4 décembre 2009, l'Union européenne et les États-Unis font une demande officielle pour la libération immédiate de Liu Xiaobo.
Le 25 décembre 2009, sa condamnation à 11 ans de prison pour subversion provoque de nombreuses réactions internationales : l'Organisation des Nations unies se dit « profondément inquiète » d'une décision qui remet en cause les avancées des droits de l'homme en Chine, l'Union Européenne s'affirme « très préoccupée par le caractère disproportionné de la condamnation infligée au défenseur des droits de l'Homme Liu Xiaobo », fait part de ses « inquiétudes quant au respect de la liberté d'expression et du droit à un procès équitable en Chine », les États-Unis redemandent sa libération immédiate et la chancelière allemande Angela Merkel se dit « consternée ». Des ONG comme Human Rights Watch dénoncent cette décision comme un avertissement aux défenseurs des droits de l'homme en Chine, Liu Xiaobo étant un « bouc émissaire », et un échec pour les pays occidentaux plus préoccupés par leurs intérêts économiques que pour les droits de l'homme en Chine. Reporters sans frontières considère la condamnation comme une atteinte à la liberté d'expression, opinion partagée par Amnesty International qui s'inquiète pour les autres signataires de la charte 08. Le 14e Dalaï Lama a déclaré son soutien affirmant : « en condamnant Liu Xiaobo et d'autres tels que lui, qui utilisent la liberté d'expression pour défendre publiquement leurs opinions, les autorités chinoises ont violé non seulement les principes obligatoires de la Déclaration universelle des droits de l'homme mais aussi la liberté d'expression mentionnée dans la Constitution de la République populaire de Chine ».
Pour sa part, le ministère chinois des affaires étrangères a déclaré, concernant les soutiens à Liu Xiaobo : « Certains pays ou leur ambassade ont publié sur ce dossier de prétendues déclarations qui selon nous constituent de grossières ingérences dans les affaires intérieures chinoises. »
Fin janvier 2010, une lettre ouverte est adressée aux dirigeants du PCC et du gouvernement soutenant Liu Xiaobo et écrite par Hu Jiwei, ancien dirigeant du Quotidien du peuple, Li Pu, ancien no 2 de l'agence Chine nouvelle, Dai Huang, un ancien journaliste de cette agence, et He Fang, membre de l'Académie chinoise des sciences sociales, affirmant qu’il est surtout reproché à Liu Xiaobo d'avoir proposé pour la Chine une structure de « république fédérale », ce qui, au regard de l’histoire du PCC n'a rien de subversif. Les auteurs déclarent : « Si le juge viole la Constitution et ne connaît pas l'histoire du Parti... et produit des accusations fausses et incorrectes, cela ternira sérieusement l'image du pays et du Parti, et il sera difficile de montrer que la Chine est un pays régi par la loi et une société harmonieuse. »

## Périodes d'emprisonnement de Liu Xiaobo
| Durée de la condamnation    | Accusation | Conséquence |
| --------------------------- | --- | --- |
| Juin 1989 – janvier 1991    | À l'issue des manifestations de la place Tian'anmen : inculpation pour diffusion de messages incitant à un comportement contre-révolutionnaire                                                           | Emprisonné dans l'une des prisons de sécurité maximale, la prison de Qincheng. Libération après avoir signé une « lettre de repentance. »                                                                      |
| Mai 1995 – janvier 1996     | Implication dans le mouvement démocratique et des droits de l'homme et expression en public de la nécessité de corriger les erreurs du gouvernement après la révolte étudiante de 1989                   | Libéré après six mois de prison. |
| Octobre 1996 – octobre 1999 | Inculpation pour trouble de l'ordre social | Emprisonné dans un Laogai, camps de rééducation par le travail, pendant trois ans. En 1996, il épouse Liu Xia.                                                                                                 |
| 25 décembre 2009 – 2020     | À la suite de la rédaction de la Charte 08, emmené de chez lui par la police en décembre 2008, arrestation officielle en juin 2009 et condamnation en décembre 2009 pour subversion du pouvoir de l'État | Condamné à 11 ans de détention et privé de tous les droits politiques pendant deux ans. En octobre 2010, il est détenu à la prison de Jinzhou dans la province de Liaoning. Mort en prison le 13 juillet 2017. |

## Prix Nobel de la paix
Le 18 janvier 2010, Liu a été nommé pour le prix Nobel de la paix 2010 par Václav Havel, le Dalaï Lama, André Glucksmann, Vartan Gregorian, Mike Moore, Karel Schwarzenberg, Desmond Tutu et Grigori Iavlinski. Ma Zhaoxu (马朝旭), le porte-parole du ministère des Affaires étrangères de la Chine a déclaré que l'attribution du prix Nobel de la paix à Liu serait « totalement erronée ». Geir Lundestad, le secrétaire du Comité Nobel norvégien, a déclaré que la récompense ne serait pas influencée par l'opposition de Pékin.
Le 14 septembre 2010, à l'occasion d'une rencontre avec Liu Qi, membre du Politburo du PCC, le maire de Reykjavik, Jón Gnarr, a demandé que la Chine libère le dissident Liu Xiaobo. En septembre, Václav Havel, Dana Nemcova et Václav Maly, les dirigeants de la Révolution de velours tchécoslovaque, ont publié une lettre ouverte dans le Herald Tribune demandant que la récompense soit donnée à Liu, le 25 le New York Times s'est fait l'écho d'une pétition réclamant la même chose,. Le philosophe Xu Youyu, ancien professeur à l'Académie des sciences sociales de Chine, a également adressé une lettre ouverte au Comité Nobel pour lui demander de distinguer Liu Xiaobo.
Le 8 octobre 2010, ce prix lui est attribué pour ses « efforts durables et non violents en faveur des droits de l’homme en Chine. »
Les sociologues Barry Sautman et Yan Hairong estiment que « Liu [n’était] pas un champion de la paix, mais un avocat de la guerre. Il a soutenu les invasions de l’Irak et de l’Afghanistan et célébré, rétrospectivement, les guerres du Vietnam et de Corée dans un essai publié en 2001. (…) Dans la Charte 08 [un manifeste démocratique publié en 2008], Liu [et les autres signataires] proposaient la mise en place d’un système politique à l’occidentale en Chine ainsi que la privatisation de toutes les entreprises et terres arables [du pays]. »
Après la libération de la Birmane Aung San Suu Kyi en novembre 2010, Liu Xiaobo reste le seul prix Nobel de la paix emprisonné.

### Réactions officielles chinoises
Le jour même de l'attribution du prix, le gouvernement chinois dénonce un « dévoiement » du prix, considérant toujours le prisonnier politique comme un « criminel », et convoque l'ambassadeur de Norvège pour lui annoncer que ce choix allait nuire aux relations entre les deux pays.
Le mardi 12 octobre, Ma Zhaoxu, porte-parole du ministère chinois des Affaires étrangères, déclare que « donner le prix Nobel de la paix à un criminel qui purge une peine de prison, traduit un manque de respect pour le système judiciaire de la Chine. »
Le porte-parole du ministère des affaires étrangères de la Norvège a déclaré à l'AFP que le gouvernement de la Chine avait à la dernière minute annulé une rencontre entre le ministre norvégien des pêcheries Lisbeth Berg-Hansen et les autorités sanitaires chinoises. De même, le gouvernement chinois avait annulé une comédie musicale dont la vedette était le lauréat norvégien du concours de l'Eurovision 2009, Alexander Rybak.

### Réactions de Liu Xiaobo et de Liu Xia
Dès le 8 octobre, son épouse Liu Xia est placée en résidence surveillée dans son appartement de Pékin et son téléphone portable neutralisé.
Liu Xia, est autorisée à voir ses parents et à faire ses courses sous surveillance policière. Elle a précisé ne pas être surprise par les réactions officielles de Pékin. Selon elle, son mari dédie ce prix Nobel de la paix aux « âmes perdues du 4 juin », c'est-à-dire aux morts de Tiananmen victimes le 4 juin 1989 lors des répressions des manifestations de la place Tian'anmen.
Concernant la remise du prix Nobel, Liu Xia indique : « Xiaobo m'a dit qu'il espérait que je puisse aller en Norvège pour recevoir le prix à sa place. »

### Réactions de dissidents chinois
Les dissidents chinois attendent de l'attribution du prix Nobel à Liu Xiaobo des retombées positives dans leur lutte pour les droits de l'homme.
L'avocat Teng Biao indique que quatorze militants chinois dont l'avocat Xu Zhiyong ont été arrêtés en octobre 2010 alors qu'ils s'étaient retrouvés dans un restaurant à l'heure de l'annonce du lauréat du prix. Selon l'organisation non gouvernementale internationale, Reporters sans frontières, des soutiens de Liu Xiaobo ont été arrêtés à Pékin, à Jinan et à Shanghai mais également dans la province du Sichuan. Parmi eux, 3 ont été placés en détention pendant au moins 8 jours : Wu Gan, Wang Lihong et Zhao Changqing. L'écrivain Yu Jie est arrêté et torturé.
Le sociologue Zhou Duo, un des proches de Liu Xiaobo lors des événements de Tiananmen en 1989, indique que ce prix Nobel de la paix est une « bonne nouvelle, mais qui arrive si tard. » Bao Tong, l'ancien secrétaire de Zhao Ziyang un des inspirateurs des réformes de Deng Xiaoping, a affirmé que Liu mérite ce prix et qu'il s'agit d'un encouragement du monde libre qui doit renforcer « l'appel à la réforme politique au sein de la société civile. » L'artiste Ai Weiwei critique les autorités chinoises et indique que le peuple chinois ne tient plus compte du gouvernement. Ai Weiwei a été arrêté par la police chinoise le 3 avril 2011.
Par ailleurs la dissidente chinoise Dai Qing déclare « Pourquoi le PCC considère comme un vil criminel un personnage si respecté de par le monde… Ce prix est aussi décerné à tous les Chinois opprimés. »
Le lundi 18 octobre, Zhang Xianling, membre de l'association des Mères de Tiananmen, indique que Ding Zilin, une des leaders de l'association est incarcérée et détenue dans un lieu tenu secret. Mme Zhang précise que l'écrivain Jiang Qisheng, ami de Liu Xiaobo, a aussi disparu.
Près de 600 intellectuels chinois - universitaires, avocats et militants des droits de l'Homme - ont signé une lettre ouverte demandant une démocratisation en Chine et la libération de Liu Xiaobo et des prisonniers de conscience.

### Réactions internationales
Selon un article de Radio-Canada, malgré les pressions chinoises, de nombreux pays et organisations internationales ont officiellement félicité Liu Xiaobo.
Selon un article de l'agence Chine nouvelle, plus de cent pays et organismes internationaux, soit une grande majorité, ont appuyé la position de la Chine. Situation sans précédent, plus de vingt pays ayant une mission permanente en Norvège ont refusé d'assister à la cérémonie. Certains des pays et organismes présents à celle-ci n'avaient délégué qu'un représentant de second plan.
Pour l'ONU, le Haut-Commissariat des Nations unies aux droits de l'homme, la Sud-Africaine Navi Pillay déclare : « Liu Xiaobo est évidemment un défenseur majeur des droits de l'homme ». Navi Pillay précise : « Des militants comme Liu Xiaobo peuvent contribuer de façon importante au développement de la Chine. »
Barack Obama, président des États-Unis, déclare :
« Le comité Nobel a choisi un porte-parole éloquent et courageux de la cause des valeurs universelles...Au cours des trente dernières années, la Chine a accompli des progrès spectaculaires...Cette récompense nous rappelle que la réforme politique n'a pas suivi le même rythme et que les droits humains doivent être respectés. »
Hillary Clinton insiste plus sur les valeurs et demande « à la Chine de respecter ses obligations internationales vis-à-vis des droits de l'homme » et appelle à une libération du dissident.
José Manuel Durão Barroso, président de la Commission européenne, indique :
« C'est un fort message de soutien à ceux qui, en faisant de grands sacrifices personnels, luttent pour la liberté et les droits de l'homme. »

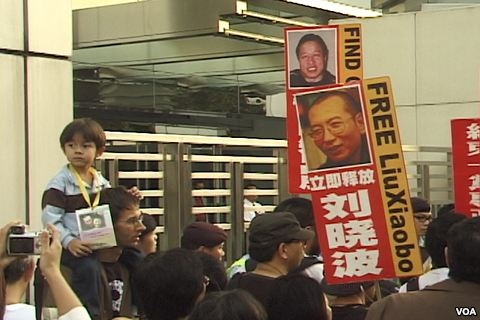
Manifestation pour la libération de Liu Xiaobo à Hong-Kong en 2010.

Le dalaï-lama appela à la libération de Liu Xiaobo et celle d'autres prisonniers d'opinion incarcérés pour avoir usé de leur droit à la liberté d'expression en Chine.
Au Japon, le Premier ministre Naoto Kan déclare « le Comité Nobel a montré l'importance du respect des droits de l'Homme, « qui sont universels. » Le 14 octobre, Naoto Kan demande la libération du prix Nobel de la paix.
Václav Havel, ancien président de la République tchèque, indique : « Liu Xiaobo est exactement ce citoyen engagé à qui une telle récompense appartient à juste titre... Je suis très satisfait qu'il soit le premier Chinois de l'Histoire à le recevoir... Je voudrais à nouveau saluer la naissance de la Charte 08 et tous ses signataires et leurs familles. »
À l'inverse, le président du Venezuela, Hugo Chávez, a exprimé sa solidarité avec le gouvernement chinois.
En France, le président Nicolas Sarkozy et le Premier ministre François Fillon n'ont pas réagi à l'attribution de ce prix,. Par contre, le ministre des affaires étrangères Bernard Kouchner a déclaré le 8 octobre 2010 : « La France appelle à la libération du dissident chinois Liu Xiaobo, prix Nobel de la Paix 2010 ».

### Sommet 2010 des lauréats du Nobel de la paix
En novembre 2010 lors du sommet d'Hiroshima au Japon, le dalaï-lama et cinq autres lauréats du Nobel de la paix ont participé au sommet des prix Nobel de la Paix. Ce sommet était consacré cette année au désarmement nucléaire et organisé à Hiroshima, ville détruite par une bombe atomique à la fin de la Deuxième Guerre Mondiale. Liu Xiaobo, emprisonné en Chine, a été représenté à ce sommet par le Chinois Wuer Kaixi, 
un des leaders étudiants lors des manifestations de la place Tian'anmen en 1989. Ce dernier a appelé à la libération de Liu Xiaobo. Il a par ailleurs déclaré « Les militants en faveur de la démocratie et les avocats défenseurs des droits de l'homme continuent d'être harcelés et emprisonnés en Chine, au moment où nous sommes réunis à Hiroshima ».

### Préparation de la cérémonie de remise du prix Nobel de la paix

En rouge, pays invités qui ont boycotté la cérémonie.

Le prix Nobel de la paix doit être remis le 10 décembre 2010 à Oslo en Norvège.
Le 26 octobre, Liu Xia, la femme du prix Nobel indique : « Si l'on se fonde sur la situation actuelle, la probabilité que Xiaobo et que moi-même allions recevoir le prix est minime. » En effet Liu Xia est assignée à résidence à son domicile de Pékin depuis l'attribution du Nobel à son mari, le 8 octobre 2010. Liu Xia demande que des proches de Liu Xiaobo puissent se rendre à Oslo pour la cérémonie de remise du prix Nobel. Selon une ONG, les frères du dissident emprisonné sont prêts à se déplacer à Oslo pour recevoir en son nom le prix Nobel. Ils pourraient être accompagnés de proches de Liu Xiaobo.
En novembre 2010, Mo Shaoping (en), avocat de Liu Xiaobo, a été empêché de prendre un vol aérien alors qu'il souhaitait rejoindre Londres pour assister à une conférence internationale. Selon Mo Shaoping : « le gouvernement chinois veut absolument éviter que les amis de Liu Xiaobo soient présents à la cérémonie » de remise du prix Nobel de la paix. Un autre avocat, He Weifang, a connu la même interdiction de quitter le pays. Le Polonais Lech Wałęsa, chef historique du syndicat Solidarność et prix Nobel de la paix en 1983, se propose avec d'autres lauréats du prix Nobel, de représenter Liu Xiaobo aux cérémonies officielles de la remise du prix à Oslo. Le 26 novembre, le Chinois Yang Jianli, qui vit en exil aux États-Unis, indique qu'une chaise vide représentera le lauréat actuellement emprisonné. M. Yang déclare : « Une chaise vide pour le lauréat rappellera au monde que Liu Xiaobo croupit en prison et que la situation des droits de l'homme en Chine mérite l'attention de la communauté internationale ». M. Yang précise qu'il sera présent à la cérémonie d'Oslo. Le 3 décembre, l'artiste chinois Ai Weiwei, qui souhaitait rejoindre la Corée du Sud, indique que la police a refusé sa sortie du territoire chinois car il mettait alors « en danger la sécurité nationale ». Ai Weiwei analyse ainsi cette interdiction : « la police et les autorités aux frontières augmentent leurs efforts pour empêcher des membres éminents de la société civile chinoise de voyager à l'étranger à l'approche de la cérémonie du prix Nobel de la paix »
. Amnesty International estime que plus de 200 Chinois ont été empêchés de se rendre à l'étranger ou ont été placés en détention à l'approche de la cérémonie de remise du prix Nobel du 10 décembre.
L’Institut Nobel a invité à la cérémonie organisée le 10 décembre les ambassadeurs en poste à Oslo, alors que l'ambassade chinoise a envoyé une lettre aux représentations des autres pays pour leur demander de ne pas se rendre à la cérémonie. Le directeur de l'institut indique le 18 novembre : « À ce jour, 36 ambassadeurs ont accepté notre invitation, 16 n’ont pas répondu et six ont dit non ». Les six pays qui boycottent la cérémonie sont la Chine, Cuba, la Russie, le Kazakhstan, l'Irak et le Maroc. Le 8 décembre parmi les 65 pays invités, car représentés par une ambassade à Oslo, 44 ont accepté l'invitation.

### Cérémonie de remise du prix Nobel de la paix
Le lauréat du prix Nobel de la paix, Liu Xiaobo n'a pas pu se rendre à Oslo le 10 décembre 2010 pour recevoir son prix. Sa chaise est restée vide, aucun de ses proches n'ayant pu effectuer le déplacement. Le président du comité Nobel, Thorbjørn Jagland, a indiqué : « La dernière fois qu'un lauréat n'a pu venir ou être représenté, c'était en 1935. Carl von Ossietzky en a été empêché par Adolf Hitler. Il est mort moins d'un an plus-tard. ».
Liu Xiaobo a dédié ce prix aux « âmes perdues » lors de la répression de la place Tiananmen en 1989. Le président du comité Nobel a appelé à la libération du lauréat, qui purge une peine de prison de onze ans en Chine. Une chaise vide symbolisait l'absence de Liu Xiaobo, dont le discours lors de son dernier procès a été lu par l'actrice norvégienne Liv Ullmann.
Deux tiers des pays invités étaient représentés malgré l'intense campagne diplomatique de Pékin pour les en dissuader. Thorbjörn Jagland, président du comité, a estimé : « Si le pays est capable de développer une économie sociale de marché tout en garantissant les droits de l'homme, cela aura un impact favorable énorme sur le monde. Sinon, il y aura le danger d'une crise sociale et économique [...] avec des conséquences pour tous ». Barack Obama, qui avait obtenu ce prix l'année précédente, en appela à la libération du prix Nobel 2010 « au plus vite », indiquant que Liu incarnait des valeurs « universelles ».

## Appels à la libération de Liu Xiaobo

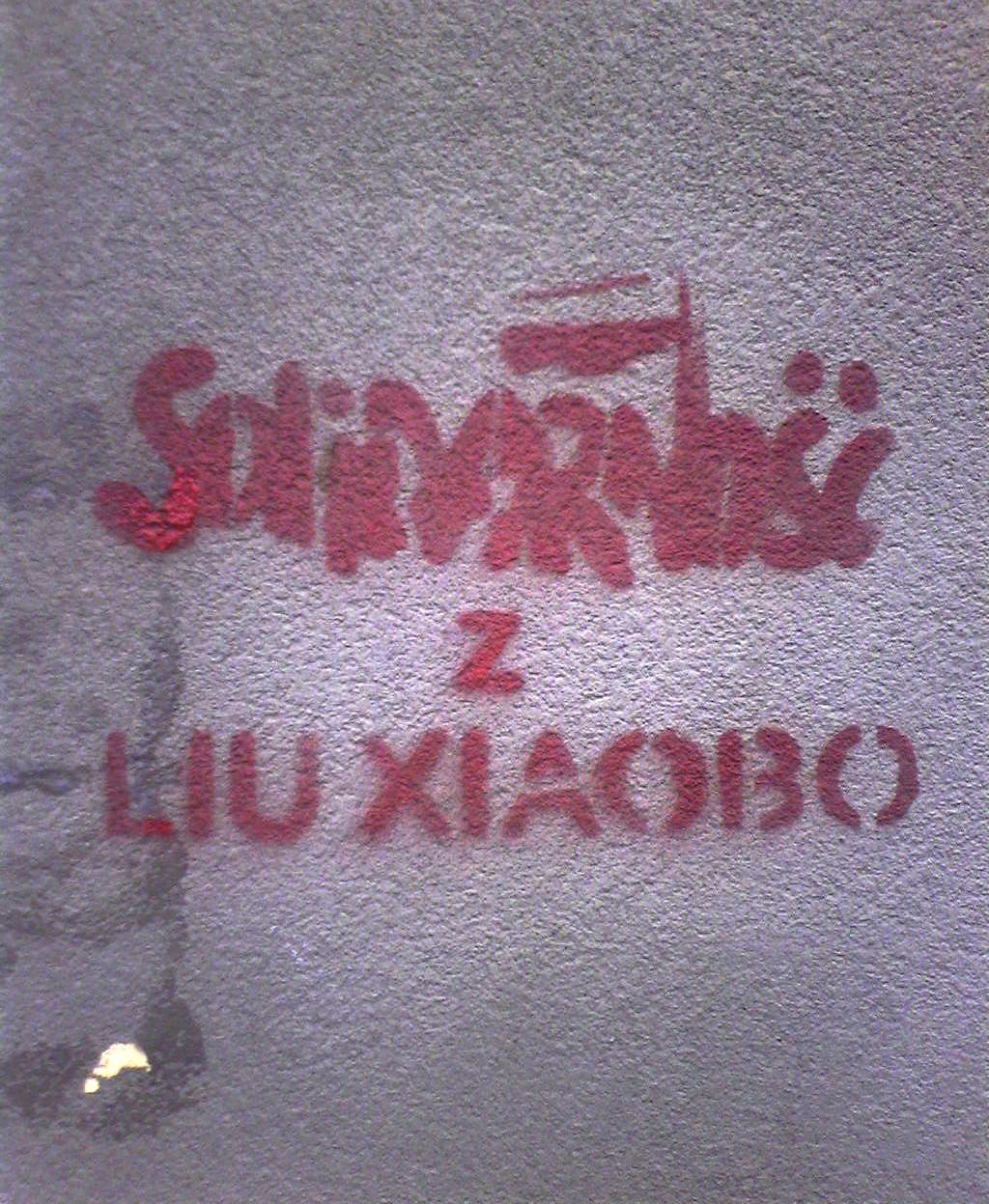
Pochoir sur un mur de Varsovie demandant « Solidarność (Solidarité, syndicat historique contre le régime communiste polonais) avec Liu Xiaobo ».

### Appel d'ONG: anniversaire en prison (décembre 2010)
Des ONG et des défenseurs des droits de l'homme ont renouvelé leur demande de libération de Liu Xiaobo, lors de son 55e anniversaire. Interrogé à cette occasion, un porte-parole de la diplomatie chinoise a refusé d'envisager sa libération, le qualifiant de "criminel". L'AFP ne put joindre la femme du Nobel, Liu Xia, toujours assignée à résidence à Pékin, toutes ses communications demeurant bloquées.

### Appel de Hillary Clinton (janvier 2011)
Le 14 janvier à l'occasion de la prochaine visite du président Hu Jintao à Washington, Hillary Clinton a lancé un appel à la libération de Liu Xiaobo. Cette communication a été aussi l'occasion d'évoquer les cas de Gao Zhisheng disparu depuis avril 2010 et de Chen Guangcheng, emprisonné. La secrétaire d'état considère que la Chine n'a pas respecté ses engagements en matière de droits de l'homme.
L'ONG Reporters sans frontières indique que, selon un haut responsable américain, le président Barack Obama a évoqué le cas de Liu Xiaobo auprès du président chinois Hu Jintao. Ce dernier a indiqué publiquement que « la Chine est toujours attachée à la protection et à la promotion des droits de l’homme », et que « d’énormes progrès ont été réalisés », mais « qu’il reste encore beaucoup à faire ».

### Silence des dirigeants occidentaux
Le sinologue Jean-Philippe Béja fait remarquer en février 2011, à l'occasion du nouvel an chinois qu'à l'exception de l'Allemagne, les dirigeants des pays occidentaux n'ont pas osé demander en public la libération de Liu Xiaobo.

## Mort

### Libération conditionnelle et transfert dans un hôpital
Le 26 juin 2017, Mo Shaoping (en), son avocat, annonce sa libération conditionnelle et son transfert dans un hôpital pour raison médicale, Liu Xiaobo étant atteint d'un cancer du foie en phase terminale. La Fondation Dui Hua, se basant sur le droit chinois, précise qu'il n'est pas exact de dire qu'un prisonnier bénéficiant d'une libération conditionnelle médicale est « libre » ou « relâché ». Le prisonnier continue de purger sa peine, bien que dans un lieu autre que la prison elle-même. Les visites familiales mensuelles sont autorisées.
Patrick Poon, de l’ONG Amnesty International demande une libération sans condition de Liu Xiaobo. La journaliste chinoise Su Yutong, exilée en Allemagne, demande que Liu Xiaobo soit autorisé à quitter la Chine pour « recevoir un traitement adéquat ». De même Human Rights Watch souhaite que Liu Xiaobo et sa femme puissent choisir librement leur centre médical pour recevoir un traitement adapté, Pour Jean-Philippe Béja, « un prix Nobel de la paix va mourir des suites de sa détention ».
Une vidéo a été diffusée sur YouTube montrant Liu Xiaobo correctement traité en prison, selon une « source proche » du prix Nobel, il s'agit d'une dispositif mis en place par le régime chinois pour dissiper le doute sur le traitement du prisonnier.
Des proches de Liu Xiaobo indiquent qu'il souhaite se faire soigner à l'étranger. Taïwan se dit prête à l'accueillir pour lui donner « le meilleur traitement médical possible ». Le comité Nobel lui offre un accueil en Norvège. De même, selon Franceinfo, la France aurait proposé d’accueillir Liu Xiaobo et son épouse, Liu Xia. 154 lauréats du prix Nobel ont adressé une lettre au président Xi Jinping lui demandant de laisser partir Liu Xiaobo .
Dans une lettre datée du 28 juin, le 14e dalaï-lama déclara sa joie d'apprendre sa libération, et en même temps sa peine au sujet de sa très mauvaise santé. Il ajouta : « Liu Xiaobo est l'un des prisonniers de conscience les plus en vue de la Chine. Je crois que les initiatives qu'il a prises et pour lesquelles il a été sévèrement puni, auraient conduit à une Chine plus harmonieuse, stable et prospère qui, à son tour, aurait contribué à un monde plus pacifique ».
Selon Tenzin Monlam, contrairement aux allégations formulées par les autorités chinoises qu'il se satisfait du traitement qu'il obtient en Chine, le professeur Hao Jian de l'Académie de cinéma de Pékin a déclaré au sujet de Liu et de son épouse : « Leur souhait tout au long a été de rechercher un traitement médical à l'étranger le plus tôt possible. Qu'ils souhaitent aller à l'étranger est leur propre affaire, mais toutes les déclarations faites par les fonctionnaires à ce jour ne se sont pas attardées sur ce point. ».
Le 10 juillet, l'hôpital universitaire médical No 1 de Shenyang annonce qu'il se trouve « dans un état critique » attestant ainsi l'impossibilité de le déplacer. Pour deux médecins étrangers qui ont pu le rencontrer le 8 juillet, Liu Xiaobo est bien capable d'être accueilli à l’étranger pour « y recevoir de meilleurs soins, même si ces médecins ont admis que le protocole médical est correct ». Pour la sinologue  Marie Holzman : « La Chine ne veut pas que Liu Xiaobo sorte de Chine car elle redoute qu’il parle et raconte la façon dont il a été traité durant ces dernières années »,.
Le 12 juillet, il est en défaillance respiratoire. Hu Jia, déclare que la famille de Liu s'oppose à son intubation dans l'espoir qu'il puisse prendre un avion pour l'étranger.
Le 13 juillet 2017, il meurt au Shenyang's First Hospital of China Medical University. Liu Xiaobo est le deuxième lauréat du prix Nobel de la paix à mourir en captivité après le journaliste Carl von Ossietzky, interné en camp de concentration par les nazis avant de mourir à l’hôpital en 1938. Liu Xiaobo a été incinéré et ses cendres dispersées dans la mer.

### Réactions
La BBC a noté qu'il était « le défenseur des droits de l'homme et de la démocratie en Chine le mieux connu ».
Le Comité Nobel dénonce la responsabilité de la Chine dans la mort de Liu Xiaobo : « Nous trouvons profondément perturbant que Liu Xiaobo n’ait pas été transféré dans un établissement où il aurait pu recevoir un traitement médical adéquat avant que sa maladie n’entre en phase terminale ».
Dans ses condoléances à l'épouse et à la famille de Liu, le dalaï-lama déclare : « bien qu'il ne soit plus en vie, nous pouvons continuer à honorer Liu Xiaobo en adoptant les principes qu'il a longtemps incarnés, ce qui conduirait à une Chine plus harmonieuse, stable et prospère... Je suis convaincu que les efforts incessants du lauréat du prix Nobel Liu Xiaobo pour la cause de la liberté porteront leurs fruits dans peu de temps ».
Dans une interview, Marie Holzman déclara : « Si Liu Xiaobo a tellement insisté pour pouvoir quitter la Chine à la fin de sa vie, c'est précisément parce qu'il voulait offrir la possibilité à son épouse de s'évader du pays. Malheureusement, ce dernier vœu n'a pas été accepté. Nous sommes tous un peu co-responsables de cette mort, car l'indignation du monde entier a été trop faible. Nous ne nous sommes pas fait suffisamment entendre. Il y a eu trop d'indifférence à l'égard de ce double emprisonnement. ».
À l’occasion du 30e anniversaire du massacre de Tiananmen de juin 1989, le sculpteur tchèque Marie Seborova a réalisé le buste de Liu Xiaobo.
Le 9 octobre 2020, La Chaise vide de la Liberté à la Mémoire de Liu Xiaobo du sculpteur Wang Keping, a été inaugurée à La Cartoucherie de Vincennes, à côté de Paris, grâce au soutien d'Ariane Mnouchkine, fondatrice du Théâtre du Soleil.

## Famille
En août 2013, Liu Hui, le beau-frère de Liu Xiaobo, a été condamné à onze ans de prison pour « fraudes immobilières ». Des dissidents chinois considèrent que cette condamnation fait partie d'une stratégie de harcèlement des proches du prix Nobel. Après cette condamnation l'Allemagne critique le jugement et espère « un minimum de respect des règles de droit ainsi que de la transparence ». En juillet 2018, Liu Xia, sa veuve, quitte la Chine après avoir été en résidence surveillée.

## Principales publications
- Élégies du 4 juin trad. du chinois par Guilhem Fabre. Avant-propos du 14e dalaï-lama, Collection Bleu de Chine, Gallimard, 2014,  (ISBN 9782070137183)
- Liu Xiaobo (trad. du chinois par Jean-Philippe Béja), La Philosophie du porc et autres essais, Paris, Gallimard, 24 mars 2011, 518 p. (ISBN 978-2-07-013250-8)
- (en) Critique on Choice : Dialogue with Le Zehou, Shanghai's People Publisher, 1987
- Aesthetics and Human Freedom, Bejiing Normal University Publishing, 1988
- Myths on Metaphysics, Shanghai's People publishing, 1989
- Naked to meet God, Times Literature and Art Publisher, 1989
- (en) Monologue : Survivors of Doomsday, Taiwan Times Publishing, 1993
- (en) Contemporary Politics and Intellectuals of China, Taiwan Tangshan Publishing, 1990
- (en) Selected Poems of Liu Xiabo and Liu Xia, Hong Kong Xiafeier International Publishing Ltd, 2000
- Under pen name Lao Xia and co-authored with Wang Shuo, A Belle Gave me Knockout Drug, Changjiang Literature and Arts Publishing, 2000
- (en) To the Nation that Lies to His Conscience, Jieyou Publishing, 2002
- (en) The Future of Free China in our life, Labor Reform Foundation, 2005
- (en) A Single Blade and Toxic Sword : Critique on Comtempory Chinese Nationalism, Boda Publishing, 2006
- (en) Sinking of Big Country : Memorandum to China, Yunchen Culture, octobre 2009
- (zh) Liu Xiaobo, A Collection of Essays by Liu Xiaobo, New Century Press, 2010 (ISBN 978-988-19430-4-0)
- (zh) Liu Xiaobo, Civil Awakening—The Dawn of a Free China, Laogai Research Foundation, 2010, 362 p. (ISBN 978-1-931550-10-9)
- Liu Xiaobo (trad. du chinois), Vivre dans la vérité, Paris, Gallimard, 11 octobre 2012, 346 p. (ISBN 978-2-07-013614-8)

## Analyses politiques
Selon le sinologue australien Geremie Barmé, paradoxalement les propos de Liu Xiaobo ne sont pas très différents de ceux du premier ministre chinois Wen Jiabao. Ce dernier plaidait, sur CNN le 3 octobre 2010, pour la démocratie, l'abandon du rôle dirigeant du PCC et la liberté de parole.
Jean-Luc Domenach indique que l'attribution du prix Nobel à Liu Xiaobo est un « camouflet absolu » pour la Chine qui refuse une ingérence dans ses affaires. Les dirigeants chinois devraient se montrer plus rigoureux dans leurs échanges avec les Occidentaux. Mais il est impossible de connaitre à l'avance l'ampleur des rétorsions car la direction chinoise est relativement divisée.
Pour Nikolaï Troïtsky, journaliste politique de l'agence de presse russe RIA Novosti, il ne fait aucun doute que Pékin ressentira l'attribution de ce prix Nobel comme un geste inamical, obéissant à des mobiles politiques.
Selon Jean-Philippe Béja, directeur de recherches au CERI, les déclarations du premier ministre Wen Jiabao seraient significatives de la possible évolution du système politique chinois. En effet ce dernier a écrit un article élogieux pour l'ancien secrétaire général réformateur du Parti Hu Yaobang et indiqué par ailleurs « sans réforme du système politique, les avancées de la réforme économique ne seront pas garanties ». L'arrestation de Liu Xiaobo puis l'attribution du prix Nobel seraient un accélérateur des interrogations au sein du Parti communiste chinois de « l'efficacité du tout répressif, à l'intérieur comme à l'international. ». D'après Jean-Philippe Béja la condamnation de Liu Xiaobo n'avait pas fait l'unanimité au sein du Parti communiste chinois. En effet, l'aile réformiste du parti s'y était opposée. Jean-Philippe Beja estime que la libération de Liu Xiaobo dépendra « du rapport de forces au sein du régime » chinois et du niveau « de la pression internationale ».
Le 4 novembre 2010, interviewé par Robert Ménard sur la chaîne d'information I-Télé, le spécialiste de la Chine Pierre Picquart déclare que Liu Xiaobo est un opposant politique qui met en danger le gouvernement chinois et qu'il ne mérite pas le prix Nobel ; il est également d'avis que « sa place est en prison », ajoutant qu'« il y a des intégristes dans tous les pays » et que « ces gens là sont bien enfermés ».
Pour l'écrivain, metteur en scène et journaliste américain Andre Vltchek (en), le prix Nobel accordé à Liu Xiaobo n’a rien à voir avec les droits de l’homme : « Il s’agit d’une opération dirigée contre le plus grand système économique et socio-politique non occidental dans le monde. Les droits de l’homme servent à camoufler le soutien occidental à tout groupe prêt à confronter, affronter ou détruire tout pays ou état communiste ou socialiste, supposé ou réel ». Et de conclure : « Il y a des milliers de personnes qui résistent à la terreur occidentale partout dans le monde. C’est eux qu’il faudrait désigner et récompenser en priorité ». Ainsi, « Pramoedya Ananta Toer – ce très grand écrivain indonésien qui a passé plus de dix ans dans le camp de concentration de Buru – est mort sans avoir reçu le Prix Nobel de la Paix ou de Littérature ».
Barry Sautman et Yan Hairong citent son essai de 2001, « Leçons de la Guerre Froide », pour montrer que Liu Xiaobo défend rétrospectivement les guerres menées par les États-Unis dans le monde et notamment la guerre de Corée et la guerre du Viêt Nam, alors que ces guerres ont entraîné des violations massives des droits de l'homme.
Selon Le Quotidien du Peuple, journal officiel du Parti communiste chinois, Liu travaille depuis 2005 pour « les forces anti-chinoises de l'Occident », il est payé par l'étranger et a déclaré à ses codétenus : « Je ne suis pas comme vous, je ne manque pas d'argent. Les étrangers me paient chaque année, même quand je suis en prison ». Dans un entretien accordé à un éditeur de Hong Kong, Liu aurait affirmé que la tragédie du peuple chinois n'était pas due à « quelques célèbres empereurs », mais à « chaque Chinois », puisque ce sont les Chinois qui ont créé un système qui a causé leur propre tragédie. Le même journal, dans un article précédent, se demandait si l'on est en droit de qualifier Liu Xiaobo de « combattant pour la paix » (selon les termes du testament de Nobel) alors qu'il a prétendu que « la Chine devrait de nouveau devenir une colonie pendant 300 ans [et qu'elle] devrait être divisée en 18 États ».
Dans un article de son blog en date du 9 octobre 2010 et repris par China Daily le 11 octobre, le philosophe marxiste italien Domenico Losurdo affirme que l'octroi du prix Nobel de la paix à Liu Xiaobo intervient très opportunément alors que le Congrès américain brandit la menace d'une guerre commerciale contre la Chine. Il ajoute que les dissidents comme Liu Xiaobo n'ont désormais plus grand-chose à voir avec le peuple chinois et qu'ils voient dans l'Occident le phare exclusif qui illumine le monde.
Pour le professeur Barry Sautman de l'université de science et de technologie de Hong Kong et l’anthropologue Yan Hairong, il ne suffit pas de dire que Liu Xiaobo est pour les droits de l’homme et la démocratie, il faut examiner de près ses objectifs politiques et sociaux, lesquels sont, selon eux, contraires aux intérêts de la grande majorité des Chinois. Pour Liu Xiaobo, s'il a fallu 100 ans de colonisation à Hong Kong pour être ce qu'elle est, alors il faut 300 ans de colonisation à la Chine pour devenir comme Hong Kong. Liu attribue le progrès de la Chine à l’occidentalisation, déclarant que plus il y a de sphères de la société chinoise qui sont occidentalisées, plus il y a de progrès. Pour Sautman, c’est là ignorer la nature du colonialisme en Chine, marqué par la discrimination raciale comme politique officielle et les monopoles politique et économique pour les colonisateurs. La Charte 08, dont Liu est le principal auteur, demandait l’instauration d’un système politique à l’occidentale mais aussi la privatisation des entreprises d’État et de la terre dans le cadre du libre marché. La privatisation qui a eu lieu entretemps a surtout enrichi d’anciens responsables communistes et aggravé les conditions de travail, et de l’instauration d’un capitalisme agraire fondé sur la propriété privée pourrait bien renaître l’opposition entre riches propriétaires et paysans sans terre. C’est pourquoi les Chinois, d’après les sondages, s’y opposent. Pour Sautman et Yan, il n’y avait nul besoin d’emprisonner Liu Liaobo, ce qu’il faut, c’est mettre en lumière, auprès du public, la voie qu’il préconise pour le pays et ainsi détourner les gens de l’« ignoble avenir» qu’il leur propose. Sautman ajoute : « dans les geôles de pays amis des gouvernements qui se proclament phares des droits de l’homme et de la démocratie, la plupart des prisonniers veulent, pour leur propre peuple, bien mieux que ce que Liu veut pour le sien et ont davantage de titre à un prix ».

## Accueil critique
Le sinologue Simon Leys a consacré, à Liu Xiaobo, un texte, Anatomie d’une dictature post-totalitaire. La Chine d’aujourd’hui, publié dans Le Studio de l'inutilité en 2012. Simon Leys y analyse deux textes du dissident chinois : un en français La philosophie du porc et autres essais, l'autre en anglais No Enemies, No Hatred, publié par Harvard University Press. Simon Leys comme Liu Xiaobo estiment que la situation où des grands pays développés, dont l'influence politique décroît et qui courtisent un régime chinois « post-totalitaire », constitue un obstacle au développement « global de la démocratie et du droit ». De même les deux auteurs évoquent le « miracle » chinois qui ponctue les discours des « thuriféraires » de la société chinoise, or le « miracle » serait de s'affranchir des « dommages causés à l’économie, aux droits de l’homme, à la société tout entière ». Simon Leys évoque une autre analyse de Liu Xiaobo à propos du Parti communiste qui exercerait une censure sur les nouvelles technologies de l'information afin de préserver son image. Cette censure s'appliquerait aussi bien à l'histoire récente qu'à l'actualité. Ainsi, il existe une continuité avec la période maoïste ce qui selon certains observateurs ne permet pas la « véritable modernisation du pays ».

### Filmographie
- Liu Xiaobo : L’Homme qui a défié Pékin, documentaire de Pierre Haski, 2019[158].